# اتومات (رستوران)

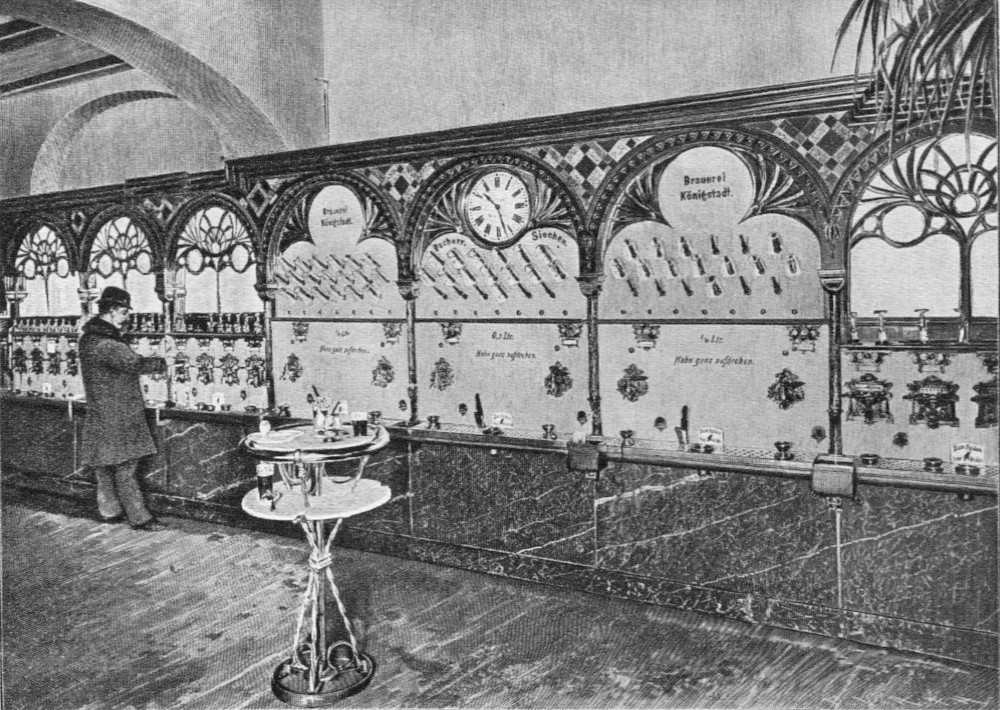
اولین AUTOMAT, 13 Leipziger strasse, برلین، آلمان؛ ۱۸۹۷ (حداکثر Sielaff)

اُتومات به هر نوع رستوران فست فود که در آن مواد غذایی و نوشیدنی‌ها به جای کارکنان انسانی، توسط دستگاه‌های فروش خودکار به مشتریان ارائه می‌شوند.

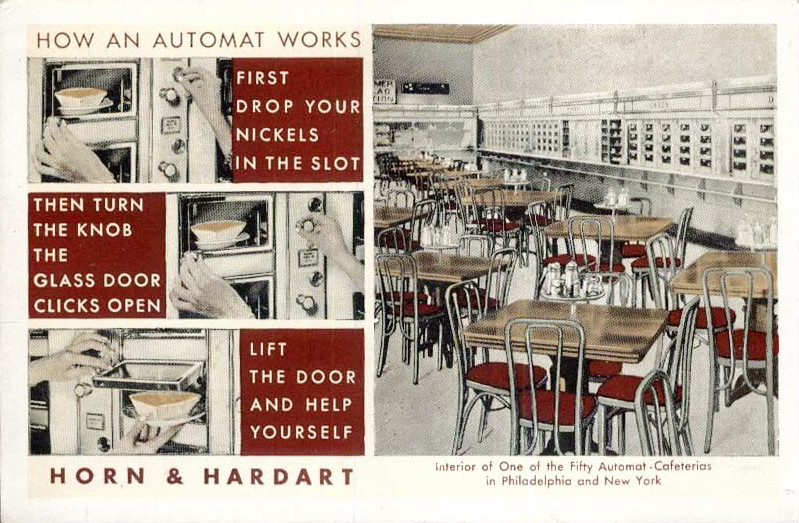
کارت پستالی که شیوه کار ماشین خودکار فروش غذا را شرح می‌دهد.

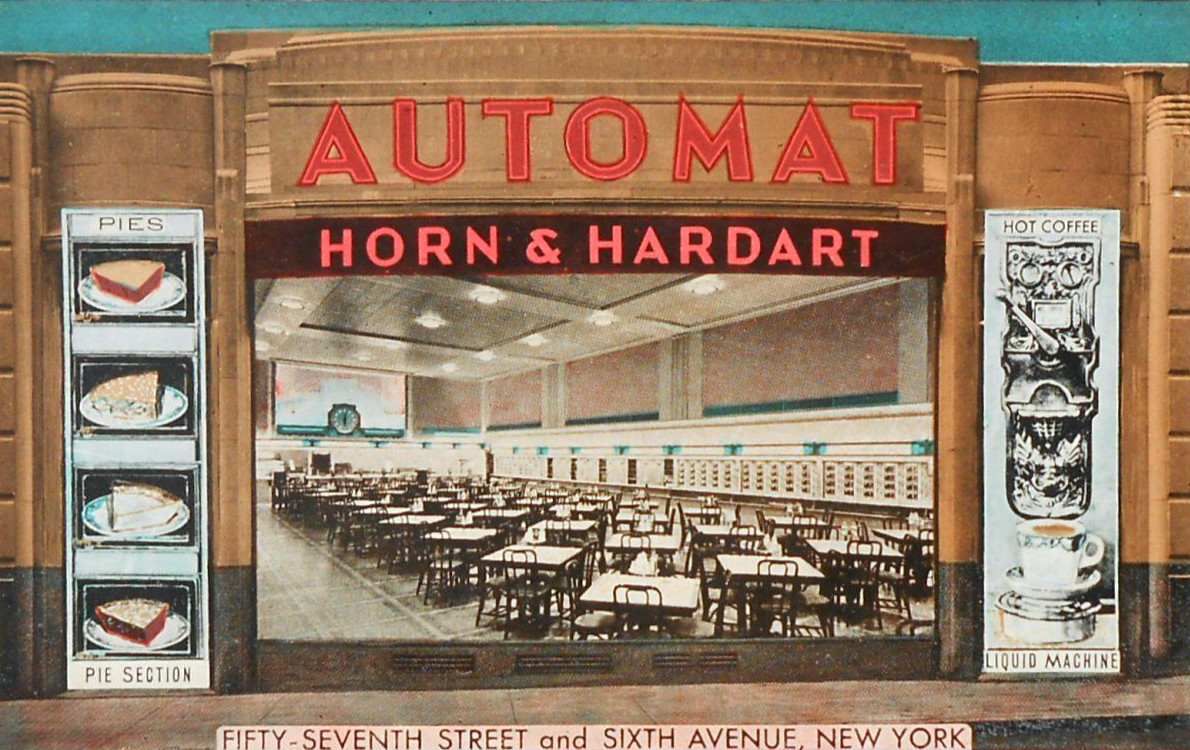
یک اتومات در نیوریورک.

## کم رونقی

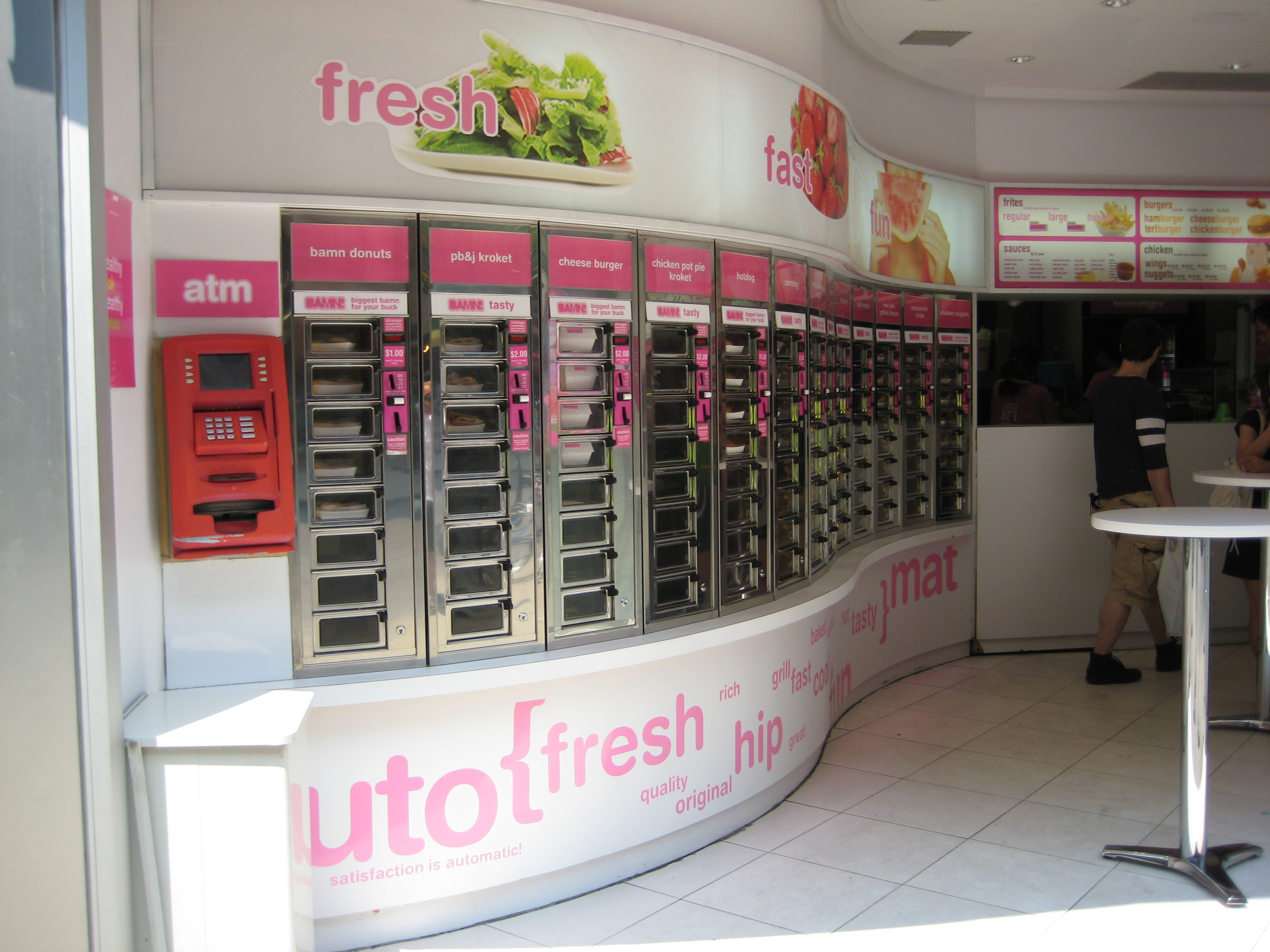
مدرن automat در منهتن's شرق ایجاد کرد

فرمت اتومات با ورود رستورانهای فست فود تهدید شد چرا که در رستورانهای جدید گزینه‌های بیشتری برای پرداخت وجود داشت و غذاهای متنوع تری سرو می‌شد. 

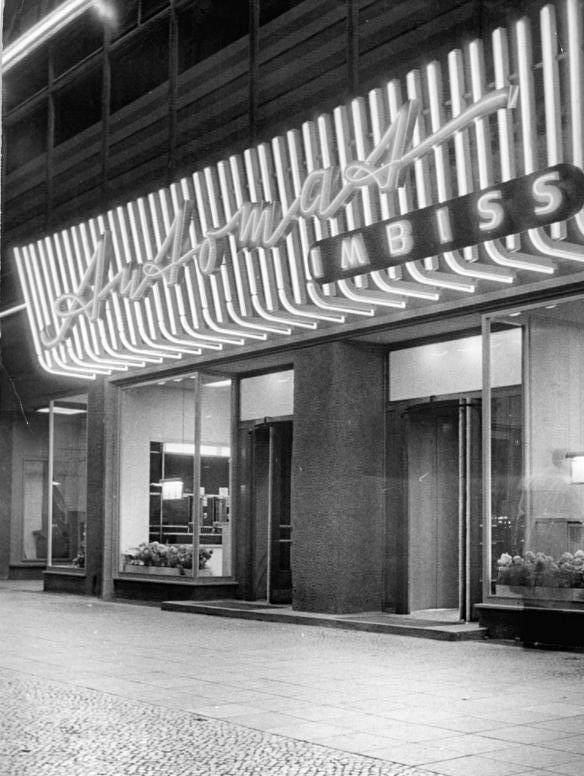
یک automat در برلین آلمان (۱۹۵۴)

در تلاش برای بازگرداندن اتومات‌ها در شهر نیویورک، شرکتی به نام Bamn! شعبه‌ای در سال ۲۰۰۶ افتتاح کرد که این شعبه هم در سال ۲۰۰۹ تعطیل شد.